# 메소드 연기

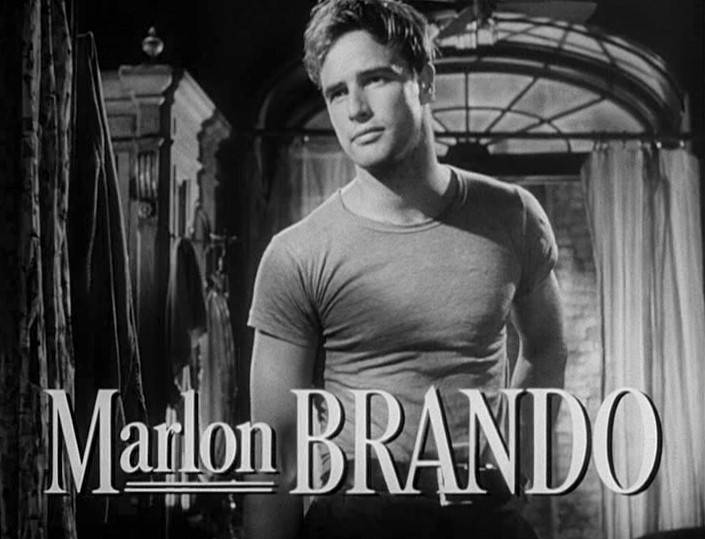
엘리아 카잔 감독의 영화 《욕망이라는 이름의 전차》에서 말론 브란도의 연기는 스타니슬랍스키 시스템 기반 연기의 위력을 잘 보여준다.

메소드 연기(영어: Method acting) 또는 메소드 액팅은 배우들이 그들의 생각과 감정을 배역에 완전히 몰입시켜 실물과 같이 몰입하여 연기하는 기법을 말한다. 이러한 기법은 콘스탄틴 스타니슬랍스키가 개발하고 그의 저서 《배우 수업》, 《배역 창조》, 《역할 창조》에 담긴 스타니슬랍스키 시스템을 기반으로 한다.
메소드 연기 발전에 기여한 여러 교육자 중 리 스트래스버그(심리적 측면), 스텔라 애들러(사회학적 측면), 샌포드 마이스너(행동적 측면)는 "성공의 기준을 확립했다"고 평가받는다. 이 접근법은 이 세 사람이 뉴욕의 그룹 시어터와 이후 액터스 스튜디오에서 함께 작업하면서 처음 개발되었다.

## 역사와 발전
"메소드"는 러시아의 연극인 콘스탄틴 스타니슬랍스키가 개발한 연기 "시스템"을 정교화한 것이다. 20세기 첫 30년 동안 스타니슬랍스키는 자신의 훈련, 준비, 리허설 기법을 일관되고 체계적인 방법론으로 정리했다. 이 "메소드"는 (1) 마이닝겐 극단의 연출 중심의 통일된 미학과 훈련된 앙상블 접근법, (2) 말리 극장의 배우 중심의 사실주의, (3) 앙드레 앙투안과 독립 극장 운동의 자연주의적 연출을 통합하고 발전시켰다.

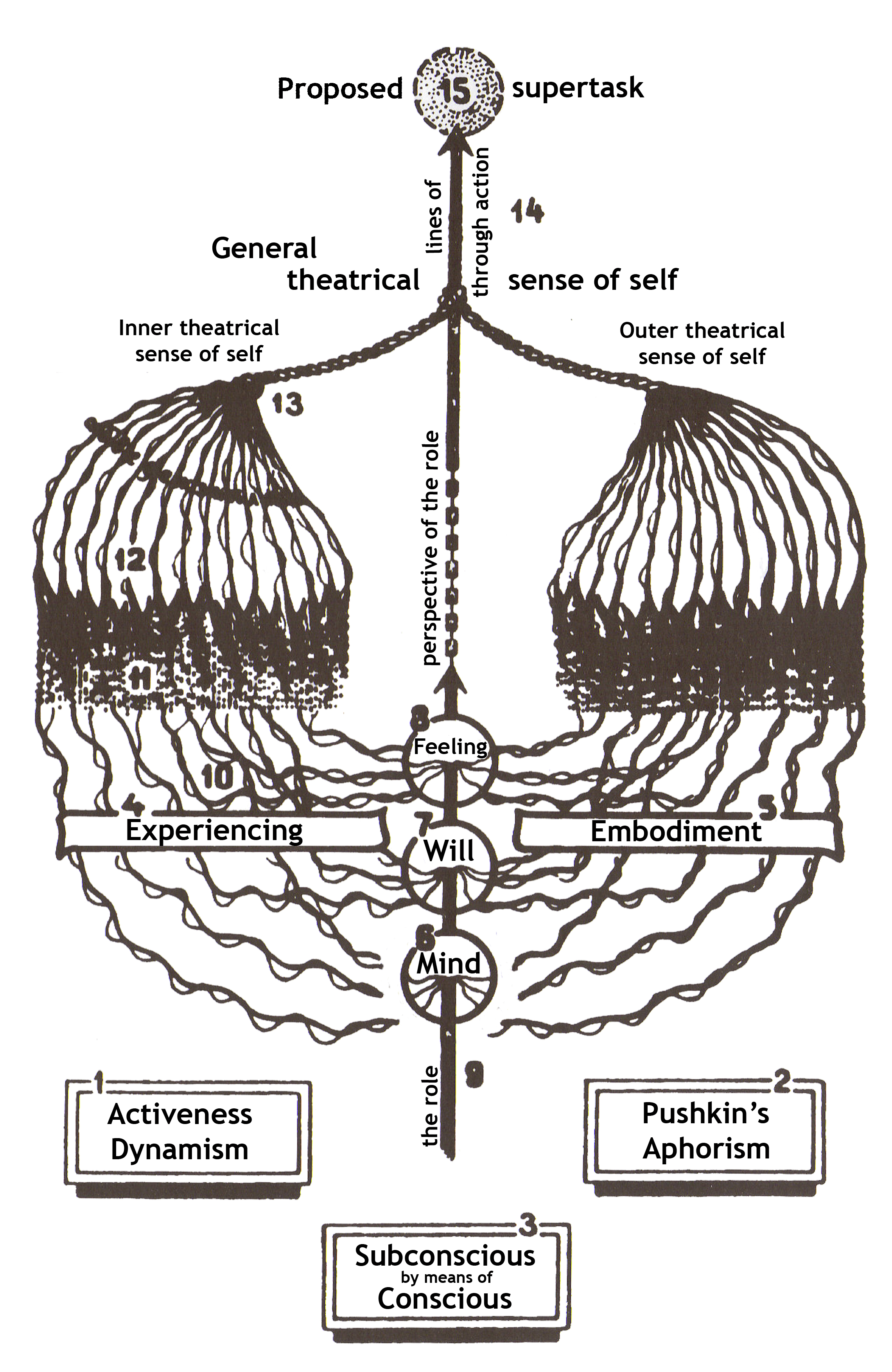
스타니슬랍스키 시스템의 "시스템" 도표, 그의 "경험 계획"(1935)을 바탕으로 함.

"시스템"은 스타니슬랍스키가 "경험의 예술"이라 부르는 것을 길러내는데, 그는 이를 "표현의 예술"과 대비시킨다. 이는 배우의 의식적 사고와 의지를 동원하여, 감정적 경험이나 잠재의식적 행동과 같이 통제하기 어려운 다른 심리적 과정을 공감적으로 간접적으로 활성화시킨다. 리허설에서 배우는 행동을 정당화하는 내면의 동기와 주어진 순간에 캐릭터가 달성하고자 하는 바("과제")를 찾는다. 이후 스타니슬랍스키는 "시스템"을 더욱 정교화하여, "신체 행동의 메소드"로 알려진 보다 신체 기반의 리허설 과정을 추가했다. 그는 테이블에 앉아 하는 토론을 최소화하고, 극적인 상황들을 즉흥적으로 연기하는 "활동적 분석"을 장려했다. 스타니슬랍스키는 "연극의 가장 좋은 분석은 주어진 상황에서 행동하는 것"이라고 주장했다.
스타니슬랍스키의 초기 작업뿐만 아니라, 예브게니 바흐탄고프(1922년 39세로 사망한 러시아계 아르메니아 학생)의 사상과 기법 또한 메소드 연기 발전에 중요한 영향을 미쳤다. 바흐탄고프의 "오브제 연습"은 우타 하겐에 의해 배우 훈련 및 기술 유지 수단으로 더욱 발전되었다. 스트래스버그는 바흐탄고프에게 캐릭터의 행동을 유발하는 내면의 동기적 힘으로 행동을 "정당화"하는 스타니슬랍스키의 과정과, 배우와 관련된 상상 또는 회상된 경험으로 캐릭터의 행동을 "동기화"하는 것 사이의 구분을 돌렸다. 이 구분에 따라 배우는 "캐릭터가 행동하는 방식으로 나, 배우가 행동하게 만들 동기는 무엇인가?"라고 스스로 묻는다. 이와 대조적으로 스타니슬랍스키식 질문은 "연극의 특정 상황이 주어졌을 때, 나는 어떻게 행동하고, 무엇을 하며, 어떻게 느끼고, 어떻게 반응할 것인가?"이다.

### 미국
미국에서는 모스크바 예술극장 (MAT)의 첫 스튜디오 학생들이 스타니슬랍스키 초기 작품을 전파하면서 서구 연극에 혁명을 가져왔다. 1920년대 초 MAT가 미국을 순회했을 때, 스타니슬랍스키의 첫 스튜디오 제자 중 한 명인 리처드 볼레스라브스키는 "시스템"에 대한 일련의 강의를 발표했으며, 이 강의는 결국 《연기: 첫 여섯 가지 수업》(1933)으로 출판되었다. 이러한 관심으로 볼레스라브스키와 마리아 우스펜스카야(이후 연기 교사가 된 또 다른 첫 스튜디오 학생)는 미국으로 이주하여 아메리칸 랩러토리 시어터를 설립하기로 결정했다.
그러나 이 학생들이 미국으로 가져간 스타니슬랍스키의 연기 방식은 1910년대에 개발된 것으로, 1930년대 스타니슬랍스키의 연기 교본인 《배우의 작업》과 《배우의 역할 작업》에 상세히 설명된 보다 정교한 버전의 "시스템"과는 달랐다. 《배우의 작업》의 전반부(훈련의 심리적 요소 다룸)는 1936년 미국에서 《배우 수업》이라는 제목으로 대폭 축약되고 오역된 버전으로 출판되었다. 영어권 독자들은 종종 심리적 과정에 대한 첫 번째 책을 전체 "시스템"과 혼동했다. 이후 메소드 연기와 동일시된 많은 미국 연기자들은 아메리칸 랩러토리 시어터에서 볼레스라브스키와 우스펜스카야에게 배웠다. 리 스트래스버그, 스텔라 애들러, 샌포드 마이스너 등 그들의 제자들이 나중에 개발한 연기 기법은 종종 스타니슬랍스키의 "시스템"과 혼동된다.
말론 브란도, 워런 비티, 로버트 드니로 등을 가르친 배우이자 연기 교사인 스텔라 애들러는 스타니슬랍스키에게 배운 후 스트래스버그와 결별했다. 그녀의 메소드 연기는 배우가 자신의 삶의 경험을 회상하기보다는 장면에 주어진 "주어진 상황"을 상상함으로써 감정적 경험을 자극해야 한다는 생각에 기반을 둔다. 애들러의 접근 방식은 또한 캐릭터가 겪는 상황을 배우 자신에게 더 큰 영향을 미치는 상상의 상황으로 대체하는 "마치 ~처럼(as if)"을 사용하여 배우의 상상력을 자극하려고 노력한다.
앨프리드 히치콕은 《나는 고백한다》에서 몽고메리 클리프트와의 작업이 "그는 메소드 배우였기 때문에" 어려웠다고 묘사했다. 그는 《찢어진 커튼》에서 폴 뉴먼과도 비슷한 문제를 겪었다고 회상했다. 릴리언 기시는 "우스꽝스럽다. 죽음을 먼저 경험해야 한다면 어떻게 죽음을 묘사하겠는가?"라고 빈정거렸다. 한때 베르톨트 브레히트와 긴밀하게 작업했던 찰스 로턴은 "메소드 배우들은 당신에게 사진을 제공하는 반면, 진짜 배우들은 유화를 제공한다"고 주장했다.
《마라톤 맨》(1976) 촬영 중, 20년 전 《왕자와 무희》(1957) 촬영 중 메소드 연기에 싫증을 느꼈던 로런스 올리비에는 더스틴 호프먼에게 그의 캐릭터 상황에 맞춰 밤샘을 한 후 "연기 좀 해봐... 그게 훨씬 쉬워"라고 빈정거렸다고 한다. 《인사이드 디 액터스 스튜디오》 인터뷰에서 호프먼은 이 이야기가 왜곡되었다고 말했다. 그는 직업적인 이유가 아니라 개인적인 이유로 나이트클럽에서 밤샘을 했고, 이를 이해한 올리비에는 농담을 한 것이었다.
스트래스버그의 학생들 중에는 20세기 후반의 저명한 미국 배우들이 많이 포함되어 있다. 폴 뉴먼, 알 파치노, 조지 퍼파드, 더스틴 호프먼, 제임스 딘, 마릴린 먼로, 제인 폰다, 잭 니컬슨, 그리고 미키 루크 등이 그들이다.

### 인도
인도 영화에서는 미국 영화와 독립적으로 메소드 연기가 발전했다. 1940년대에 데뷔하여 1950년대와 1960년대 인도의 가장 큰 영화 배우 중 한 명이 된 볼리우드 배우 딜립 쿠마르는 말론 브란도와 같은 할리우드 메소드 배우들보다 앞서 이 기법을 개척했다. 쿠마르는 아미타브 바찬, 나스루딘 샤, 나와주딘 시디퀴, 이르판 칸 등 많은 미래의 인도 배우들에게 영감을 주었다. 연기 학교 경험 없이 자신만의 메소드 연기 형태를 개척한 쿠마르는 영화 제작자 사티야지트 레이에 의해 "궁극의 메소드 배우"로 묘사되었다.
남인도에서는 말라얄람 배우 사티얀이 메소드 연기를 광범위하게 연습했으며, 이후 타밀 배우 시바지 가네산, 그리고 마무티, 모한라, 카말 하산과 같은 저명한 배우들이 이를 따랐다.
인도 영화에서 거의 다루어지지 않던 장르를 탐구하는 여러 인기 웹 시리즈를 선보이는 OTT 스트리밍 플랫폼의 등장으로 인도에서 메소드 연기에 대한 논의가 더욱 활발해지고 있다. 이러한 플랫폼의 시청률 증가는 라지쿠마르 야다브, 아미트 사드, 파완 칼리안, 알리 파잘, 비키 카우샬을 포함한 인도의 차세대 메소드 배우들에게 기회를 제공했다.

### 헨리 어빙의 "이중 의식" 시스템
1905년에 사망한 영국 배우 헨리 어빙이 사용했던 기법들은 확립된 메소드 연기 개념의 선구자이다. 이 기법들은 《드라큘라》의 저자인 브램 스토커가 1907년 출판한 그의 저서 《헨리 어빙의 개인적인 회상록》의 두 장에서 설명했다. 스토커는 어빙이 소유한 런던 라이시움 극장의 사업 관리자로 어빙과 긴밀히 협력했다.
스토커의 책에서 발췌한 내용이다.
어빙과 나는 1889년 8월 어느 무더운 오후, 사우스시에서 와이트섬으로 가는 증기선을 타고 단둘이 있었는데, 인물 구상과 개발을 다루는 무대 예술의 한 국면에 대해 이야기하고 있었다. 우리 대화 중에 그가 캐릭터를 일관되게 만들려면 배우가 캐릭터의 주요 특성을 이해해야 하는 절대적인 필요성을 설명하면서 이런 말을 했다: "당신이 캐릭터를 당신 자신의 마음속에서 통과시키지 않으면 그것은 결코 진실될 수 없다." 나는 이 구절에 매우 감명받았다... 정확한 말을 잊지 않기 위해 그때 그 자리에서 내 수첩에 적었다. 나중에 내 일기장에 다시 적었다. 244페이지
어빙은 이렇게 말했다. "배우는 자신이 그림 속의 인물이라는 것을 배우는 것이 매우 중요하며, 최소한의 과장이라도 구성의 조화를 깨뜨린다. 극단의 모든 구성원은 자신의 개성을 일반적인 목적에 가장 적절히 종속시키며 공동의 목표를 향해 노력해야 한다." 252페이지
어빙은 다시 이렇게 말했다. "자신의 감정을 예술의 일부로 만들 수 있는 배우가 결코 느끼지 않고 오직 다른 사람들의 감정에서만 관찰하는 배우보다 이점이 있지 않은가? 이 예술을 위해서는 마음이 이중 의식을 가져야 하며, 모든 적절한 감정이 자유롭게 움직일 수 있도록 해야 하고, 동시에 배우는 자신의 기법의 모든 세부 사항에 대해 항상 경계해야 한다... 강한 개성의 전기적 힘과 자신의 예술적 자원 숙달을 결합한 배우는 자신이 결코 경험하지 않는 감정의 가장 예술적인 시뮬레이션을 제공하는 무감각한 배우보다 관객에게 더 큰 영향력을 가질 것이다." 256페이지
"순전히 흉내 내는 삶의 예술에는 미래가 없다. 그것들은 오직 현재의 거친 빛 속에만 존재하며, 희망이나 기억의 황혼 속에서는 부드러움이 없다. 진정한 예술가에게 내면의 힘이 첫 번째 필수 조건이며, 외면적인 모습은 단지 이것이 다른 사람들에게 알려지는 매개체일 뿐이다." 257페이지.

"만약 배우가 다른 사람들을 종종 주로 자신의 감정을 통해 배워야 한다면, 자신을 먼저 아는 것이 확실히 필요하다. 그는 스스로를 완벽의 기준으로 삼을 필요는 없지만, 불쌍한 인간 본성은 그렇게 기울어지기 쉽지만, 그는 자신을 자신이 아는 어떤 것으로 받아들일 수 있다. 그 정도까지 이르지 못하면 그는 아무것도 알 수 없을 것이다. 그렇다면 자신과 자기 지식을 발판 삼아 다른 사람들을 이해하기 시작할 수 있을 것이다." 258페이지
브램 스토커가 《드라큘라》를 쓸 때 어빙의 기법을 사용하여 톤의 진정성을 포착하는 데 도움을 받았다는 주장이 제기되었다.

## 기법
메소드 연기의 개념과 기법에는 대체, "마치 ~처럼", 감각 기억, 정서 기억, 그리고 동물 작업(모두 스타니슬랍스키가 처음 개발) 등이 있다. 현대 메소드 배우들은 때때로 자신의 역할을 개발하는 데 심리학자들의 도움을 구하기도 한다.
스트래스버그의 접근 방식에서 배우는 자신의 삶의 경험을 활용하여 캐릭터의 경험에 더 가까이 다가간다. 스타니슬랍스키가 감정 기억(스트래스버그는 대안적인 표현인 "정서 기억"을 사용하는 경향이 있다)이라고 불렀던 이 기법은 배우에게 중요한 감정적 영향을 미쳤던 경험과 관련된 감각을 회상하는 것을 포함한다. 배우는 가짜로 꾸미거나 강요하지 않고 그러한 감각이 반응을 자극하도록 허용하고 스스로를 억제하지 않으려고 노력한다.
스타니슬랍스키는 또한 페레지바니예("재경험", 특히 감정적 경험)와 그것이 다양한 캐릭터를 창조하는 데 어떻게 활용될 수 있는지에 큰 관심을 가졌다. 페레지바니예는 이전에 심리학에서 사용되던 용어였지만 스타니슬랍스키가 이를 연기 접근법으로 사용하기 시작하면서 대중화되었다. 스타니슬랍스키는 배우가 모방을 넘어설 필요가 있다고 믿었으며, 배우가 감정을 깊이 탐구하도록 장려했다. 그는 배우가 캐릭터가 경험하는 것을 경험해야 한다는 생각을 옹호했다.
스타니슬랍스키의 접근법은 감정 기억을 최후의 수단으로만 사용하고, 감정 표현의 간접적인 경로로서 신체적 행동을 우선시했다. 이는 레오니드 레오니도프를 위한 오셀로 제작 계획에 대한 스타니슬랍스키의 메모와 집에서 그리고 나중에 해외에서 배우들을 훈련시킨 베네데티의 논의에서 볼 수 있다. 스타니슬랍스키는 1935년 후반 해럴드 클루먼과의 논의에서 이러한 강조점을 확인했다.
리허설 과정과 구별되는 훈련에서 감정적 경험을 유발하기 위한 감각의 회상과 생생하게 상상된 허구적 경험의 개발은 스타니슬랍스키와 그로부터 발전된 다양한 메소드 기반 접근 방식의 핵심 부분으로 남아 있었다.
메소드 연기에 대한 일반적인 오해, 특히 대중 매체에서는 메소드 배우를 프로젝트 기간 동안 무대 밖이나 카메라 밖에서도 캐릭터를 유지하는 배우와 동일시한다. 그의 저서 《열정의 꿈》에서 스트래스버그는 스타니슬랍스키가 연출 경력 초기에 "배우들에게 무대 밖에서도 '캐릭터 속에 살도록' 요구했지만", "결과는 결코 완전히 만족스럽지 못했다"고 썼다. 스타니슬랍스키는 프로 배우가 되어 모스크바 예술극장을 설립하기 전에 자신의 연기에서 이 접근법을 실험했지만, 곧 포기했다. 다니엘 데이 루이스와 같은 일부 메소드 배우들은 이 기법을 사용하지만, 스트래스버그는 이를 자신의 가르침에 포함시키지 않았고 이는 "메소드 연기 접근 방식의 일부가 아니다".
스트래스버그가 메소드의 기억 회상 측면에 집중한 반면, 애들러의 접근 방식은 배우가 대본, 내면의 감정, 경험, 캐릭터의 상황에서 진실을 찾아야 한다는 생각에 중점을 두었다. 그녀의 가르침은 애들러의 후계자이자 학생인 래리 모스를 통해 이어졌다. 모스는 연기 교과서 《살고자 하는 의지》의 저자로, 애들러 기법의 기본 훈련을 유지한다. 이 책은 대본에 주어진 캐릭터에 대한 사실인 "주어진 상황"과 대본에 주어지지 않은 캐릭터에 대한 진실인 "해석"을 소개한다. 이것은 배우가 연기하는 캐릭터에 대한 배우의 가정을 구성한다.
모스에 따르면, 배우가 연기에서 진실을 찾기 위해 자신의 캐릭터에 대해 알아야 할 세 가지가 있다. 이들은 목표, 장애물, 의도이다. "목표"는 캐릭터가 주어진 장면에서 달성해야 할 것을 의미한다. "최상위 목표"는 전체 이야기에서 캐릭터의 바람이나 꿈이다. "장애물"은 캐릭터의 목표를 가로막는 것을 의미한다. "의도"는 캐릭터가 장애물을 극복하고 목표를 달성하기 위해 취하는 행동을 포함한다. 모스는 배우가 자신의 캐릭터에 대한 이러한 사실을 이해한다면 연기에서 진실을 찾을 수 있을 것이고, 이는 현실적인 표현을 만들어낼 것이라고 주장하며 이를 강조한다. 모스는 배우가 캐릭터 자체가 되는 것이 아니라, 캐릭터가 배우 자신의 내면에서 캐릭터의 진실을 정당화함으로써 살아 움직인다고 주장하며 이를 강조한다.

## 심리적 영향
메소드 연기는 배우의 신체적, 정서적 안녕에 미칠 수 있는 영향에 대해 연구되어 왔다. 종종 메소드 배우들은 기쁘거나 트라우마가 되는 이전의 감정적 경험을 깊이 파고든다. 정서적 피로와 같은 심리적 영향은 단순히 연기에서 개인적인 감정을 사용하는 것뿐만 아니라 억압되거나 해결되지 않은 날것의 감정이 캐릭터에 더하기 위해 끌어올려질 때 발생한다. 반면, 배우들이 더 강한 감정 조절 능력을 가지고 있다는 주장이 제기되었다. 이는 배우들이 특정 감정을 끊임없이 불러내고 통제해야 하는 필요성 때문일 수 있다.
피로, 즉 감정적 피로는 주로 배우가 "자신의 행동과 실제 감정 사이에 불일치를 야기할 때" 발생한다. "표면 연기"라고 불리는 연기 방식은 더 깊은 사고 과정을 변경하지 않고 행동만을 바꾸는 것을 포함한다. 메소드 연기는 올바르게 사용될 때 주로 깊은 연기, 즉 사고와 행동을 모두 변화시키는 것이며, 이는 일반적으로 과도한 피로를 피하는 것으로 입증되었다. 표면 연기는 통계적으로 "부정적인 기분과 양의 상관관계가 있으며, 이는 표면 연기와 감정적 소진 증가 사이의 일부 연관성을 설명한다." 이러한 부정적인 기분은 두려움, 불안, 수치심 및 수면 부족으로 이어진다.
날것의 감정(연기를 위해 불러낸 해결되지 않은 감정)은 수면 부족과 그에 따른 부작용의 순환적인 성격을 초래할 수 있다. 수면 부족만으로도 기능 장애를 일으켜 일부 개인에게 "급성 정신증 에피소드"를 유발할 수 있다. 수면 부족은 뇌에 화학적 변화를 일으켜 정신증 환자와 유사한 행동을 유발할 수 있다. 이러한 에피소드는 더 오래 지속되는 심리적 손상을 초래할 수 있다. 개인이 종결에 도달하기 전에 해결되지 않은 날것의 감정이나 트라우마가 유발된 경우, 그 감정은 더 큰 정서적 불안정성과 불안, 두려움 또는 수치심의 증가로 이어질 수 있다.
그러나 메소드 연기와 연기 전반은 배우에게 많은 이점을 줄 수도 있다. 연구에 따르면 배우는 강한 마음 이론 (다른 사람들에게 정신 상태를 부여함으로써 그들을 이해하는 능력)을 가지고 있으며, 공감 (다른 사람의 감정 상태를 이해하는 능력) 능력을 향상시키는 것으로 나타났다. 메소드 훈련을 받은 어린이는 자신의 감정과 타인의 감정을 더 잘 이해할 수 있다고 주장되어 왔다. 배우는 또한 기억력이 향상된 것으로 밝혀졌다. 한 연구에 따르면 비배우에게 배우가 사용하는 암기 기술을 가르쳤을 때 기억력이 크게 향상되었다.

## 메소드 배우 목록
- 앤 밴크로프트[50]
- 크리스찬 베일
- 워런 비티[51]
- 폴라 비어[52]
- 말론 브란도[53]
- 에이드리언 브로디[54]
- 니콜라스 케이지[55]
- 마이클 케인[56]
- 짐 캐리[57]
- 몽고메리 클리프트[58]
- 사샤 배런 코언[59]
- 다니엘 데이 루이스
- 제임스 딘[60]
- 로버트 드니로[61]
- 조니 뎁[62]
- 레오나르도 디카프리오[54]
- 로버트 다우니 주니어[63]
- 마이클 패스벤더[64]
- 샐리 필드[65]
- 레이프 파인스[66]
- 제인 폰다[67]
- 제이미 폭스[68]
- 제임스 프랭코[69]
- 레이디 가가[70]
- 톰 행크스[71]
- 에드 해리스[72]
- 줄리 해리스[73]
- 앤 해서웨이[74]
- 샐리 호킨스[75]
- 더스틴 호프먼[76]
- 필립 시모어 호프먼[77]
- 데니스 호퍼[78]
- 마이클 아이언사이드[79]
- 안젤리나 졸리[80]
- 이르판 칸[81]
- 발 킬머[54]
- 샤이아 러버프[82]
- 히스 레저
- 자레드 레토[83]
- 칼 말덴[84]
- 매슈 매코너헤이[85]
- 최민식[86]
- 마릴린 먼로[87]
- 저드 넬슨[88]
- 폴 뉴먼[89]
- 잭 니컬슨[90]
- 에드워드 노턴[91]
- 게리 올드먼[92]
- 데이비드 오옐러워[93]
- 알 파치노[94]
- 숀 펜[95]
- 조지 퍼파드[96]
- 호아킨 피닉스[97]
- 브래드 피트[98]
- 시드니 포이티어[89]
- 미키 루크[99]
- 피터 셀러스[100]
- 앤디 서키스[101]
- 로드 스타이거[102]
- 메릴 스트립[103]
- 힐러리 스왱크[54]
- 인디라 바마[104]
- 일라이 월릭[105]
- 덴절 워싱턴[106]
- 포리스트 휘터커[107]
- 미셸 윌리엄스[108]
- 케이트 윈슬렛[109]

## 같이 보기
- 이바나 추벅
- 이온 코자
- 연기 기법 목록
- 콘스탄틴 스타니슬랍스키
- 리 스트래스버그

## 일반 및 인용 출처

### 주요 출처
- 스텔라 애들러. 2000. 《연기 예술》. 하워드 키셀 편집. 뉴욕: 어플로즈. ISBN 978-1-55783-373-0.
- 스텔라 애들러. 1990. 《연기 기법》. 뉴욕: 반탐. ISBN 978-0-553-34932-0.
- 우타 하겐 & 해스켈 프랭클. 1973. 《연기에 대한 존중》. 뉴욕: 맥밀란. ISBN 0-02-547390-5.
- 우타 하겐. 1991. 《배우를 위한 도전》. 뉴욕: 스크리브너. ISBN 0-684-19040-0.
- 샌포드 마이스너 & 데니스 롱웰. 1987. 《샌포드 마이스너의 연기론》. 뉴욕: 빈티지. ISBN 978-0-394-75059-0.
- 콘스탄틴 스타니슬랍스키. 1936. 《배우 수업》. 런던: 메투엔, 1988. ISBN 0-413-46190-4.
- 콘스탄틴 스타니슬랍스키. 1938. 《배우의 작업: 한 학생의 일기》. 장 베네데티 번역 및 편집. 런던 및 뉴욕: 라우틀리지, 2008. ISBN 0-415-42223-X.
- 콘스탄틴 스타니슬랍스키. 1957. 《배우의 역할 작업》. 장 베네데티 번역 및 편집. 런던 및 뉴욕: 라우틀리지, 2010. ISBN 0-415-46129-4.
- 리 스트래스버그. 1965. 《액터스 스튜디오의 스트래스버그: 녹음된 세션들》. 로버트 H. 헤트먼 편집. 뉴욕: 시어터 커뮤니케이션즈 그룹.
- 리 스트래스버그. 1987. 《열정의 꿈: 메소드 연기의 발전》. 에반젤린 모포스 편집. 뉴욕: 플룸, 1988. ISBN 978-0-452-26198-3.
- 리 스트래스버그. 2010. 《리 스트래스버그 노트》. 롤라 코헨 편집. 런던: 라우틀리지. ISBN 978-0-415-55186-1.

### 2차 출처
- Abramson, Leslie H. 2015. 《히치콕과 저작권의 불안》. 뉴욕: 팔그레이브. ISBN 978-1-137-30970-9.
- Banham, Martin, ed. 1998. 《케임브리지 연극 안내서》. 케임브리지: 케임브리지 대학교 출판부. ISBN 0-521-43437-8.
- Benedetti, Jean. 1989. 《스타니슬랍스키: 입문》. 개정판. 초판은 1982년에 출판됨. 런던: 메투엔. ISBN 0-413-50030-6.
- Benedetti, Jean. 1998. 《스타니슬랍스키와 배우》. 런던: 메투엔. ISBN 0-413-71160-9.
- Benedetti, Jean. 1999a. 《스타니슬랍스키: 그의 삶과 예술》. 개정판. 초판은 1988년에 출판됨. 런던: 메투엔. ISBN 0-413-52520-1.
- Benedetti, Jean. 1999b. "Stanislavsky and the Moscow Art Theatre, 1898–1938". In Leach and Borovsky (1999, 254–277).
- Blum, Richard A. 1984. 《미국 영화 연기: 스타니슬랍스키 유산》. 영화 연구 28. 미시간주 앤아버: UMI 프레스.
- Braun, Edward. 1982. "Stanislavsky and 미하일 체호프". 《연출가와 무대: 자연주의에서 그로토프스키까지》. 런던: 메투엔. ISBN 0-413-46300-1. p. 59–76.
- Carnicke, Sharon M. 1998. 《집중 탐구 스타니슬랍스키》. 러시아 연극 아카이브 시리즈. 런던: 하우드 아카데믹 퍼블리셔스. ISBN 90-5755-070-9.
- Carnicke, Sharon M. 2000. "Stanislavsky's System: Pathways for the Actor". In Hodge (2000, 11–36).
- Carnicke, Sharon M. 2009. 《집중 탐구 스타니슬랍스키: 21세기 배우의 거장》. Carnicke (1998)의 2판. 라우틀리지 연극 고전. 런던: 라우틀리지. ISBN 978-0-415-77497-0.
- Counsell, Colin. 1996. 《연기의 기호: 20세기 연극 입문》. 런던 및 뉴욕: 라우틀리지. ISBN 0-415-10643-5.
- Daily Telegraph, The. 2013. "다니엘 데이 루이스의 메소드 연기 광기". 텔레그래프 2013년 1월 23일. 웹. 2016년 8월 13일 접속.
- Encyclopædia Britannica. 2013. "스텔라 애들러 (미국 배우)". 브리태니커 백과사전 온라인. 웹. 2011년 10월 27일.
- Flom, Eric L. 2009. 《시애틀 무대의 무성 영화 배우들: 할리우드 유명인들의 공연 역사》. 노스캐롤라이나주 제퍼슨: 맥팔랜드. ISBN 978-0-7864-3908-9.
- French, Philip. 2008. "필립 프렌치의 스크린 전설: 찰스 로턴". 가디언. 2008년 9월 21일. 웹. 2016년 8월 31일 접속.
- Gallagher-Ross, Jacob. 2018. "Theaters of the Everyday". 에번스턴: 노스웨스턴 대학교 출판부.ISBN 978-0810136663.
- Golub, Spencer. 1998. "Stanislavsky, Konstantin (Sergeevich)". In Banham (1998, 1032–1033).
- Gordon, Marc. 2000. "Salvaging Strasberg at the Fin de Siècle". In Krasner (2000, 43–60).
- Gordon, Robert. 2006. 《연기의 목적: 현대 연기 이론의 관점》. 앤아버: 미시간 대학교 출판부. ISBN 0-472-06887-3.
- Gussow, Mel. 1982. "부고: 액터스 스튜디오의 리 스트래스버그 사망". 뉴욕 타임스 1982년 2월 18일. 웹. 2014년 3월 4일 접속.
- Hayward, Susan. 1996. 《영화학의 핵심 개념》. 핵심 개념 시리즈. 런던: 라우틀리지. ISBN 978-0-415-10719-8.
- Hodge, Alison, ed. 2000. 《20세기 배우 훈련》. 런던 및 뉴욕: 라우틀리지. ISBN 0-415-19452-0.
- Hull, S. Loraine. 1985. 《로리 헐이 가르친 스트래스버그 메소드》. 코네티컷주 우드브리지: 옥스보우. ISBN 0-918024-39-0.
- Innes, Christopher, ed. 2000. 《자연주의 연극 자료집》. 런던 및 뉴욕: 라우틀리지. ISBN 0-415-15229-1.
- Kase, Larina. 2011. 《고객, 고객, 더 많은 고객!: 심리학의 힘으로 끊임없는 새로운 사업 흐름을 창출하라》. 뉴욕: 맥그로힐. ISBN 0-07-177100-X.
- Krasner, David, ed. 2000a. 《메소드 연기 재고: 이론, 실제, 미래》. 뉴욕: 세인트 마틴스 프레스. ISBN 978-0-312-22309-0.
- Krasner, David. 2000b. "Strasberg, Adler, Meisner: Method Acting". In Hodge (2000, 129–150).
- Leach, Robert. 2004. 《현대 연극의 거장들: 입문》. 런던: 라우틀리지. ISBN 0-415-31241-8.
- Leach, Robert, and Victor Borovsky, eds. 1999. 《러시아 연극사》. 케임브리지: 케임브리지 대학교 출판부. ISBN 0-521-43220-0.
- 루이스, 로버트. 2003. 《슬링스와 화살: 내 삶의 연극》. 뉴욕: 할 레너드 코퍼레이션. ISBN 1-55783-244-7.
- 마가샥, 데이비드. 1950. 《스타니슬랍스키: 삶》. 런던 및 보스턴: 파버, 1986. ISBN 0-571-13791-1.
- Milling, Jane, and Graham Ley. 2001. 《현대 공연 이론: 스타니슬랍스키에서 보알까지》. 햄프셔 베이싱스토크 및 뉴욕: 팔그레이브. ISBN 0-333-77542-2.
- Roach, Joseph R. 1985. 《배우의 열정: 연기 과학 연구》. 연극: 이론/텍스트/공연 시리즈. 앤아버: 미시간 대학교 출판부. ISBN 0-472-08244-2.
- Skog, Jason. 2010. 《연기: 예술 추구를 위한 실용 가이드》. 미네소타주 맨카토: 컴패스 포인트. ISBN 978-0-7565-4364-8.
- Toporkov, Vasily Osipovich. 2001. 《스타니슬랍스키 리허설: 마지막 해》. 장 베네데티 번역. 런던: 메투엔. ISBN 0-413-75720-X.
- Whyman, Rose. 2008. 《스타니슬랍스키 연기 시스템: 현대 공연에서의 유산과 영향》. 케임브리지: 케임브리지 대학교 출판부. ISBN 978-0-521-88696-3.